# 警視補
警視補（Assistant Superintendent of Police）は旧イギリス植民地の国々に見られる警察の階級のひとつ。かつてはヨーロッパ人が警察官に採用された時に任命される階級だったが、20世紀のはじめには、非ヨーロッパ人警察官もこの階級に昇進する道が開かれた。
この階級は警部の上に置かれ、非ヨーロッパ人が任命された。この階級の上位には副警視か警視であり、階級章は二つ星か三つ星である。日本にはこの階級は存在しない。

## インド
インドでは､警察アカデミーで訓練を受ける者の階級として現在も使われている

## パキスタン
パキスタンでは､警視補は中央上級職試験によって選抜される｡パキスタン警察ではエントリーレベルの階級である｡

## スリランカ
スリランカ警察では､入庁時に警察官が最初に与えられる階級として現在も使用されている｡在官年数により数がかわる一つ二つないし三つの星章が階級章である｡スリランカ警察の警視補は幹部警察官の最下級の階級であり､警部長の上､警視の下に位置する｡警視補は､警察管区の警察署において､グループと呼ばれる単位を指揮する｡
ほとんどの警視補は直接募集され､一年間の訓練を受けるためにまず仮採用となる｡所定の要件を満たした志願者は卒業することができる｡
また､毎年相当数の警察官が､警視補に昇任している｡警視補の階級章は陸軍少佐と同様の国章である｡          